# Love and Liberté
Love and Liberté es el sexto álbum de estudio de Gipsy Kings lanzado en 1993. El álbum fue lanzado en versiones estadounidense y europea. Además del orden de las canciones, la diferencia es la canción exclusiva «La quiero» en el lanzamiento europeo y las versiones de las canciones «Escucha me» y «Campaña».

## Lista de canciones
| Versión europea |                                    |          |  |
| N.º             | Título                             | Duración |  |
| 1.              | «Pedir a tu corazón»               | 4:39     |  |
| 2.              | «Escucha me»                       | 4:39     |  |
| 3.              | «Ritmo de la noche» (Instrumental) | 3:30     |  |
| 4.              | «Montaña»                          | 5:24     |  |
| 5.              | «Navidad»                          | 3:29     |  |
| 6.              | «Queda te aquí»                    | 4:44     |  |
| 7.              | «Michaël» (Instrumental)           | 4:05     |  |
| 8.              | «Madre nía»                        | 3:53     |  |
| 9.              | «No viviré»                        | 4:10     |  |
| 10.             | «Guitarra negra» (Instrumental)    | 3:42     |  |
| 11.             | «Campaña»                          | 4:12     |  |
| 12.             | «Love and Liberté» (Instrumental)  | 3:55     |  |
| 13.             | «La quiero»                        | 3:45     |  |

| Versión americana |                                    |          |  |
| N.º               | Título                             | Duración |  |
| 1.                | «No viviré»                        | 4:10     |  |
| 2.                | «Campaña»                          | 4:12     |  |
| 3.                | «Escucha me»                       | 4:05     |  |
| 4.                | «Ritmo de la noche» (Instrumental) | 3:30     |  |
| 5.                | «Madre mía»                        | 3:53     |  |
| 6.                | «Pedir a tu corazón»               | 4:39     |  |
| 7.                | «Michaël» (Instrumental)           | 4:05     |  |
| 8.                | «Queda te aquí»                    | 4:44     |  |
| 9.                | «Guitarra negra» (Instrumental)    | 3:42     |  |
| 10.               | «Navidad»                          | 3:29     |  |
| 11.               | «Montaña»                          | 5:24     |  |
| 12.               | «Love and Liberté» (Instrumental)  | 3:55     |  |

## Certificaciones
| País           | Certificación | Ventas |
| -------------- | ------------- | ------ |
| Estados Unidos |               | 305000 |